# Cornelia Antolini
Cornelia Antolini (Ponte Valleceppi, 11 marzo 1866 – Ponte Valleceppi, 6 aprile 1952) è stata una scrittrice, insegnante e poetessa italiana dei primi anni del XX secolo.

## Biografia
Nata e vissuta nel piccolo paese di Ponte Valleceppi, frazione alle porte di Perugia, ha svolto per parecchi anni il mestiere di maestra elementare nelle scuole rurali aperte dal padre, il filantropo Leone. Queste scuole erano aperte a tutti i ragazzi, senza distinzione di classe sociale e provenienza.
Nel suo tempo libero, per passione e per amore della letteratura, si dedicò alla scrittura di poesie e racconti biografici di donne illustri.
Questo breve passaggio tratto dalla prefazione al suo primo lavoro pubblicato, ne inquadra gli aspetti stilistici:
(Leopoldo Tiberi, prefazione a Rispondi o Sole! (1899))

## Opere

### In versi
- Rispondi o Sole!, Città di Castello, S. Lapi Tipografo - Editore, 1899
- Rispondi o Sole! - Rime e versi di Cornelia Antolini, recensione di Vincenzo Messeri, Firenze, Pieri e Paoletti, 1900

### In prosa
- Alinda Brunamonti e Vittoria Colonna, Firenze, Tipografia Barbèra 1904, 2ª ed. 1926